# 椙杜隆康
椙杜 隆康（すぎのもり たかやす）は、戦国時代から安土桃山時代にかけての武将。大内氏、後に毛利氏家臣で周防蓮華山城主。父は椙杜房康。弟に桑原元勝、椙杜元種、内藤次郎右衛門尉がいる。嫡男がいなかったことから、毛利元就の五男・元秋や八男・元康、志道元保の次男・元縁を養子に迎えている。

## 生涯

### 大内氏家臣時代
周防国玖珂郡椙杜郷を本貫とする国人である椙杜房康の子として生まれる。周防国の大名である大内義隆に仕え、義隆から「隆」の偏諱を与えられたと考えられている。
天文20年（1551年）の大寧寺の変において大内義隆が陶隆房（後の陶晴賢）らによって弑逆され、大友氏から迎えられた大内義長が大内氏当主となると、それに従った。
天文22年（1553年）、備後国三谿郡の旗返城主・江田隆連の大内氏離反に乗じて尼子晴久が備後国に出陣して毛利元就と戦うと、同年5月に元就への援軍として隆康が派遣された。

### 防長経略と毛利氏への帰属
天文24年（1555年）10月1日の厳島の戦いで毛利軍が勝利し陶晴賢が討死すると、毛利元就は続けて周防国へと侵攻して防長経略を開始。元就は周防侵攻の手始めとして、同年10月8日に使僧を椙杜房康と隆康・元種兄弟のもとに派遣し、厳島の戦いにおいて陶晴賢や弘中隆兼らをはじめとする陶軍を殲滅したと戦果を伝えて毛利氏への帰属を勧告した。隆康は元就の勧告を受けて、山口へ出陣の際に先鋒を務めることを約すると共に人質を出して毛利氏に服属し、岩国に在陣する毛利元就・隆元父子と面会した。
また、同じ頃に近隣の鞍掛山城主・杉隆泰や祖生領主・小方隆忠も毛利氏に降伏したが、杉隆泰は密使を山口へ派遣して大内義長に救援要請を行おうとした。この動きを察知した隆康は杉隆泰の降伏が偽りであると元就に注進し、それを受けた元就は先手を打って、10月27日に鞍掛山城を急襲した鞍掛合戦において杉隆泰を討ち取った。なお、享保2年（1717年）に岩国藩家老の香川景継によって出版された軍記物の『陰徳太平記』では、隆康と杉隆泰は元来不仲で、互いに敵視して何かと問題を起こしていたと記されており、毛利氏に服属した杉隆泰が大内義長に救援を求めることを予見した隆康が家臣を高森と差川に派遣して杉隆泰の密使の僧を待ち構えて捕縛した逸話が記されている。
隆康は毛利氏への服属と、杉隆泰攻めの功を賞されて、10月28日に元就と隆元から杉隆泰の遺領の内の玖珂郡北方500貫の地を与えられた。さらに同年閏10月18日には、無二の覚悟で毛利氏に味方した功について、今後元就と隆元自身のみならず、毛利家としても忘却することはない旨の起請文が隆康、父・房康、弟・桑原元勝の3人に宛てて送られている。
この後も元就の防長経略において、玖珂郡祢笠の土寇討伐で活躍した。
弘治2年（1556年）に玖珂郡北方の仏成寺（後の浄信寺）とその鎮守社である白山比咩神社が兵火で焼亡したため、永禄元年（1558年）に隆康は散仕の六郎左衛門を普請奉行として白山比咩神社の宝殿を再建した。さらに、社家の新右衛門を普請奉行として元亀2年（1571年）には白山比咩神社の拝殿を上棟し、天正4年（1576年）9月に遷宮が行われた。
永禄4年（1561年）8月20日、厳島神社に月毛の馬1疋を奉納し、厳島神社と関係が深い大願寺が受領した。
豊前国の山賀城攻めにおける大友氏との戦いにおいても、城から打って出た敵兵の攻撃を受け止め、先手の武者2、3人を討ち取る手柄を立て、小早川隆景から感状を与えられたという。

### 三度の養子縁組
隆康には嫡男がいなかったため、毛利元就に懇請して元就の五男である元秋を養子に迎えた。元秋を養子に迎えた具体的な時期については不明だが、永禄10年（1567年）2月9日に医師の曲直瀬道三が毛利元就、毛利輝元、小早川隆景、吉川元春、元秋に宛てて送った意見書の宛名に「椙杜元秋公」と記されていることから、この頃までには元秋を養子としていたことが分かる。
しかし、元秋は永禄11年（1568年）6月10日に尼子氏の本拠地であった出雲国の月山富田城への在番を命じられ、同年12月19日には出雲国に知行地も与えられたことで元秋と椙杜氏の養子縁組が解消となり、元秋に代わって元就の八男である元康が養子となった。その後、毛利元秋の療養により、元秋の名代として短期間ながら元康が椙杜家の家督を保持したまま月山富田城に在番することとなったが、元康が椙杜家の家督を保持したままであったことが問題視されたため、元康との養子縁組も解消されることとなった。
元康との養子縁組も解消となった隆康は、毛利氏の重臣・志道元保の次男である志道元縁との養子縁組を毛利輝元に要請し、輝元は天正7年（1579年）4月28日に志道元縁に対し、隆康との養子縁組を打診。同年6月3日には輝元が隆康に対して、元縁が家督を同心すれば承認する旨を通知し、天正8年（1580年）2月1日に隆康が志道元縁を婿養子として迎え、家督を継がせた。
没年は不詳。